# Darstellendes Spiel
Darstellendes Spiel (abgekürzt: DS oder DSP) ist ein Schulfach in der Art eines Theaterunterrichtes, das auf den Reformpädagogen Martin Luserke (1880–1968) zurückgeht, der dies im Jahr 1906 in die Schularbeit einführte. Es hat zum Ziel, die Schüler in ihrer Kreativität und sozialen Kompetenz zu fördern und ihre gesellschaftlichen, emotionalen und ästhetischen Fähigkeiten auszubilden.

## Beschreibung
Das Darstellende Spiel analysiert im Unterricht den Einsatz und die Wirkung theatraler Mittel wie Körper, Stimme, Raum, Requisiten, Kostüm, Bühnenbild und Licht. Die Mittel werden in spielerischen Übungen erprobt und in gespielte Szenen umgesetzt. Die praktische Arbeit ist prozessorientiert.
Schüler lernen durch den Unterricht folgende Fertigkeiten:
- Vorstellungen in kleine Theaterstücke umzusetzen,
- Verhaltensmuster auszuprobieren und für das eigene Leben einzuüben,
- Problembereiche des eigenen und allgemeinen Lebens zu erkunden.

Da in das Fach Darstellendes Spiel viele Einflüsse aus anderen Fächern eingehen, zum Beispiel aus Deutsch, Bildende Kunst, Musik, Sport, aber auch Geschichte und Sozialkunde, um soziale Zusammenhänge treffend darstellen zu können, ist es besonders allgemeinbildend.
Auch für den Alltag bedeutende Fertigkeiten bauen die Schüler in diesem Fach aus. Sie lernen, die Wirkung des eigenen Auftritts einzuschätzen; ihre Wahrnehmung wird gestärkt, das Gruppenverhalten ausgeprägt, die sprachliche Kompetenz gefördert und erweitert. Sie bauen Hemmungen ab und entwickeln mehr Freude an flexibleren Verhaltensschemata. Auch das Ausdrücken von Emotionen können die Schüler im Darstellenden Spiel erlernen.
An deutschen Schulen wird Darstellendes Spiel an wenigen Schulen angeboten. Es kann in der gymnasialen Oberstufe als drittes künstlerisches Fach neben Musik und Bildender Kunst oder als Alternative zu den beiden klassisch-musischen Fächern angeboten werden.
Das Bundesland Hamburg gehört zu den Vorreitern beim Ausbau des Unterrichtsangebotes: Seit dem Schuljahr 2011/2012 wird Darstellendes Spiel/Theater dort als Pflichtfach in der Grundschule und Unterstufe von allen Schülern mindestens einstündig belegt. Damit ist Hamburg das erste Bundesland, in dem Theaterunterricht durchgängig von der ersten Klasse bis zum Abitur angeboten wird.

## Ausbildung
In einer Kooperation der fünf Hochschulen Leibniz Universität Hannover, Hochschule für Musik und Theater Hannover, Stiftung Universität Hildesheim, Hochschule für Bildende Künste Braunschweig und Technische Universität Braunschweig ist das Fach Darstellendes Spiel als Bachelor- sowie weiterführender Masterstudiengang seit 2003 an der Universität Hannover im Angebot.
Seit 2005 existiert auch ein Bachelorstudiengang Darstellendes Spiel an der Hochschule für Bildende Künste Braunschweig. Der Masterstudiengang für das Lehramt an Gymnasien läuft seit 2007.
An der Hochschule für Musik und Theater Rostock wurde das Fach Darstellendes Spiel als Fachbereich am Institut für Schauspiel angeboten. Für das Lehramt an der Grundschule, an Haupt- und Realschulen sowie für die Sonderpädagogik konnte das Erste Staatsexamen abgelegt werden. Für das Lehramt an Gymnasien bietet das Land Mecklenburg-Vorpommern nur die Qualifizierung eines Beifaches an, dies geht einher mit einem Zertifikat der Hochschule.
Seit dem Wintersemester 2014/15 bietet die Universität Koblenz-Landau Darstellendes Spiel als Lehramt-Zertifikatsstudiengang für weiterführende Schulen an. Das Studium umfasst 4 Semester. In Koblenz wird der Studiengang in Kooperation mit dem Theater Koblenz angeboten, das zwei Praxismodule des Studiengangs stellt. Studierende des Lehramts Grundschule können in Koblenz ein kleines Theaterzertifikat erwerben, wenn sie während ihres regulären 2-Fach-Studiums eine bestimmte Anzahl thematisch zu Theater/DS passender Veranstaltungen besucht haben.
Die Universität der Künste Berlin bietet sowohl einen Zusatzstudiengang Theaterpädagogik als auch Darstellendes Spiel für Lehrer an. Berufsbegleitend dauert das Studium 6 Semester, in Vollzeit 3 Semester.
In der Friedrich-Alexander-Universität (FAU) Nürnberg ist es möglich, sein 1. Staatsexamen im Bereich Darstellendes Spiel abzulegen. Das Studium umfasst 4 Semester.